# Etsi neque qui plantat
Etsi neque qui plantat е папска була на римския папа Хонорий III, издадена в двореца Латеран в Рим, на 15 декември 1220 г., с която папата потвърждава и признава привилегии на Тевтонския орден.